# Thierry Pérez
Ne doit pas être confondu avec Thierry Perez.
Thierry Pérez, né le 27 mars 1961, est un homme d'affaires, dirigeant sportif et homme politique français.
Il est président du Montpellier Hérault rugby de 1998 à 2010. Il est aussi membre du comité directeur de la Ligue nationale de rugby de 2005 à 2021 et président du Sport olympique de Millau entre 2014 et 2020.
Il est premier adjoint de la maire de Millau Emmanuelle Gazel du 4 juillet 2020 au 1er avril 2022. Il est également élu 3e vice-président de la Communauté de communes de Millau Grands Causses. Depuis le 1er avril 2022, il est 7e adjoint de la mairie de Millau.

## Biographie

### Famille
Thierry Pérez est le conjoint de Véronique Pérez, membre du conseil municipal de Montpellier de 2014 à 2020 et fille de l'ancien président du conseil général de l'Hérault André Vézinhet,.

### Président de Montpellier
En juin 1998, il est élu coprésident du Montpellier Hérault rugby au côté de Jean-Jacques Sauveterre, ancien joueur du club. Après le retrait de Jean-Jacques Sauveterre qui devient coprésident de l’association, il devient l'unique président de la SAOS. Sous l'autorité de Didier Nourault, nouvel entraîneur, le club se classe en milieu de tableau du championnat de 2e division en 2000-2001 ce qui lui permet d'accéder à la Pro D2 la saison suivante qu'elle termine à la sixième place.

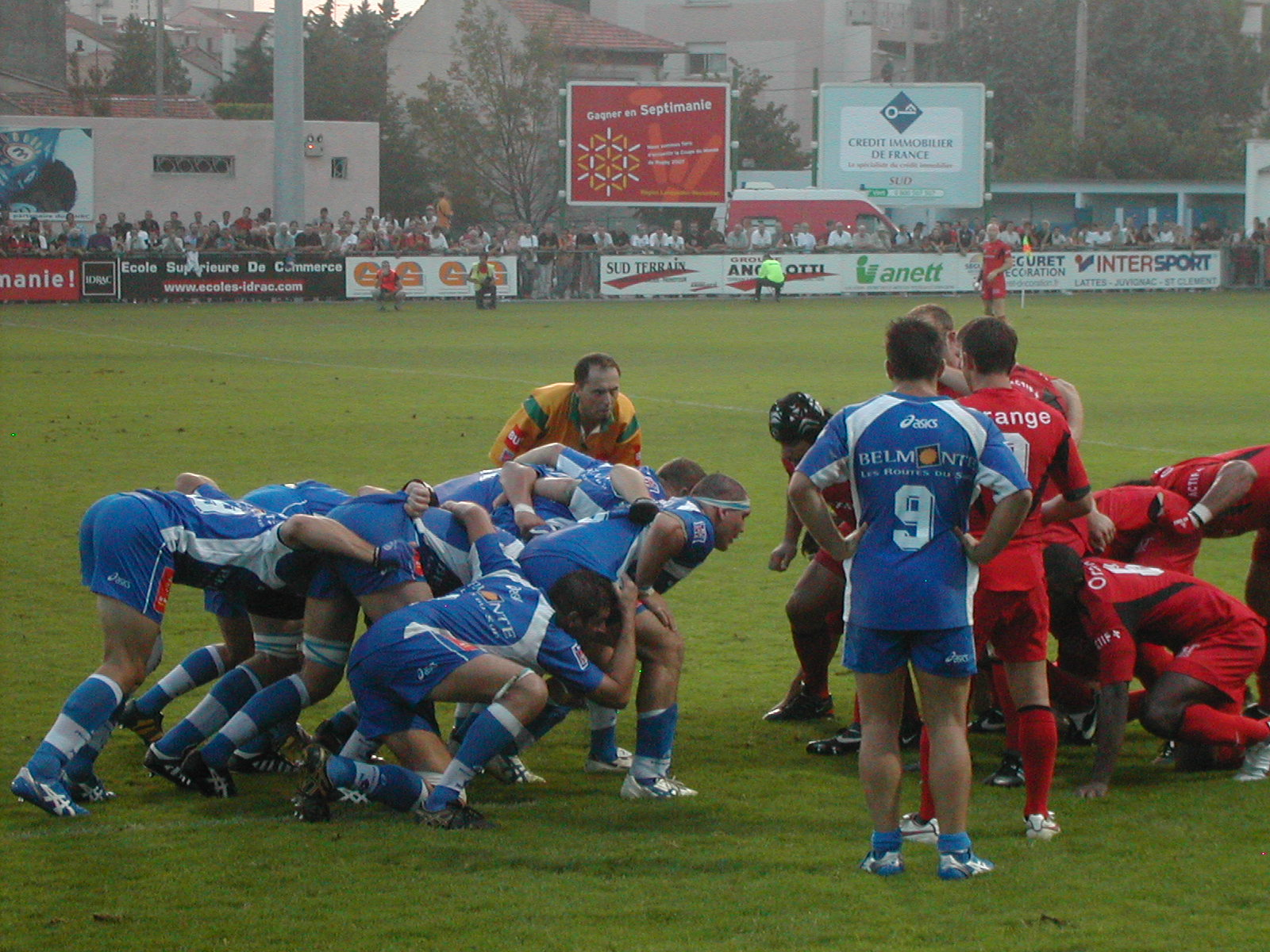
Mêlée entre le MHRC et le Stade toulousain, en septembre 2005

Le MRC joue l'année suivante les premiers rôles en championnat et termine deuxième de la phase préliminaire derrière le CA Brive. En phase finale, les Montpelliérains s'imposent en demi-finale face au FC Auch (28–24) puis le 1er juin 2003, le club remporte le championnat de Pro D2 en battant le Tarbes Pyrénées Rugby après prolongations sur un essai à la dernière minute de Denis Navizet (25–21) lors de la finale disputée à Sapiac (Montauban). Il accède donc au Top 16.
En 2003-2004, le club remporte le bouclier européen, troisième compétition européenne pour les équipes éliminées de Challenge européen. Il s'impose 25 à 19 face à Viadana au Stade Sergio-Lanfranchi de Parme.
En juin 2007, Jean-Jacques Sauveterre se présente aux élections face à Pérez, facilement réélu avec 88 voix sur 93 exprimés, la liste Sauveterre ayant été invalidée.
En décembre 2008, Thierry Pérez quitte son poste pour se présenter aux élections de la ligue nationale de rugby, Philippe Deffins, sponsor du club depuis 2001 à travers la société Belmonte, lui succède. Vingt-six jours plus tard, il démissionne expliquant sa décision par un déficit de 1,5 million d'euros qui lui aurait été caché. Thierry Pérez retrouve alors la présidence par intérim.

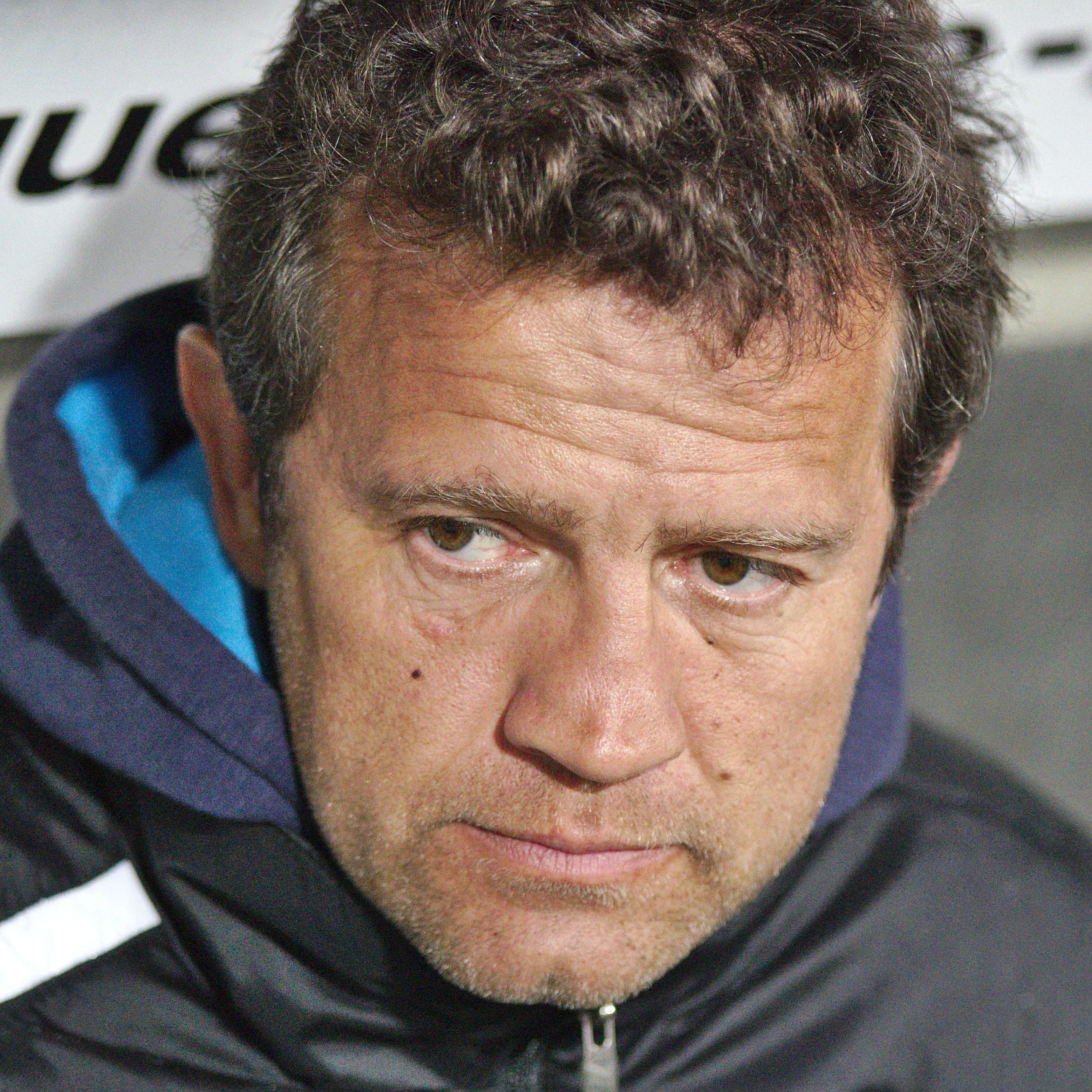
En 2010, Thierry Pérez nomme Fabien Galthié à la tête de l'équipe. Celui-ci mène le club en finale du championnat de France en 2011.

Au mois de mai 2010, le président Thierry Pérez fait venir Fabien Galthié à Montpellier pour entraîner le MHR en signant un contrat pour trois saisons. Il est associé à Éric Béchu, ancien entraîneur du SC Albi pour encadrer le secteur sportif du club.
Le 25 juin 2010, Thierry Pérez décide de démissionner de son poste de président de la SAOS Montpellier rugby club, à cause des pressions exercées par Georges Frêche, président de la région Languedoc-Roussillon et de Montpellier Agglomération, qui menace de couper les subventions publiques versées au club si Pérez ne quitte pas la présidence. Pérez est le gendre d'André Vézinhet, président du conseil général et ennemi politique de Frêche. Le directoire, par solidarité, démissionne collectivement. Le 9 juillet, l'assemblée générale des actionnaires et le conseil de surveillance de la SAOS Montpellier rugby club décident alors la nomination de Jean-Pierre Massines comme nouveau président du directoire et d'Olivier Nicollin comme président du conseil de surveillance.

### Autres activités de dirigeant de rugby à XV
En 2005, il est élu au sein du collège des représentants des clubs du Top 14 du comité directeur de la Ligue nationale de rugby. En 2008, dans un premier temps candidat à la présidence de la ligue, il est simplement réélu au même poste.
En 2012, il est conserve sa place dans le comité directeur de la Ligue nationale de rugby en intégrant le collège des personnalités qualifiées aux côtés de Patrick Wolff et Max Guazzini. Il devient alors représentant de celle-ci à la commission centrale des arbitres. En 2016, il est réélu au sein des personnalités qualifiées du comité directeur de la LNR. De nouveau candidat en mars 2021, il n'est pas réélu au sein de l'assemblée générale et du comité directeur.
En juin 2014, il devient président du Sport olympique de Millau qui évolue en Fédérale 2. Il quitte ce poste en décembre 2020 après son élection au sein du conseil municipal mais reste au sein du comité directeur. Le 9 décembre 2017, il est élu au comité directeur de la Ligue régionale Occitanie de rugby malgré la défaite de sa liste, menée par Gilles Sicre. Il n'est pas candidat pour réintégrer le comité directeur en 2020.

### Carrière politique
En 2014, il est élu conseiller municipal de Nant dans l'Aveyron. Il réside alors à Montpellier mais vient chaque été à Nant pour passer des vacances dans la maison familiale.
Lors des élections départementales de 2015, il se présente en binôme avec Emmanuelle Gazel sous l'étiquette PS dans le canton de Millau-2. Ils sont en ballotage face au binôme de l'UDI (Sylvie Ayot et Jean-François Galliard) qui sont élus avec 53,75 % des suffrages exprimés.
Lors des élections municipales de 2020, il se présente en deuxième position à Millau sur la liste socialiste menée par Emmanuelle Gazel,. Arrivée en deuxième position au premier tour avec 33,77 % des voix, la liste s'impose au second tour avec 44,54 % des bulletins exprimés et 46 voix d'avance sur la liste menée par le maire sortant, Christophe Saint-Pierre. Le 4 juillet 2020, il est élu premier adjoint de la nouvelle maire de Millau Emmanuelle Gazel. Enfin, le 17 juillet 2020, il est élu 3e vice-président de la Communauté de communes de Millau Grands Causses, présidée par Emmanuelle Gazel. Il est chargé du développement économique. En 2022, il souhaite prendre du recul pour préserver sa santé. Il laisse le poste de premier adjoint et devient 7e adjoint de la mairie, chargé du développement économique.